# Ostřelování Ellwoodu
Ostřelování Ellwoodu (anglicky Bombardment of Ellwood) byl útok japonských ponorek na pobřeží Spojených států v době druhé světové války. Odehrál se 23. února 1942 na Ellwoodských ropných polích, u Santa Barbary. Japonské ostřelování poškodilo rafinérii ropy a vyvolalo ve Spojených státech paniku v obavě z japonské invaze na západní pobřeží Spojených států. Den po ostřelování proběhla tzv. bitva o Los Angeles.

## Výchozí situace
Po náletu japonského letectva na Pearl Harbor operovalo u amerického západního pobřeží 7 japonských ponorek. Tyto síly měly vyhledávat a útočit především na válečná plavidla US Navy, nicméně většina velitelů ponorek volila v té době snadnější útoky na obchodní loďstvo, které jen pozvolna přecházelo na konvojový systém. Operace se účastnila i ponorka I-17, jejíž velitel Kozo Nishino před válkou sloužil v japonském obchodním loďstvu. Krátce před válkou se jeho loď plavila přes kanál Santa Barbara a než se vrátila do Japonska, nechal Nishino zastavit v Ellwoodu, kde v místní rafinérii načerpal pohonné hmoty pro cestu zpět.

## Útok
23. února 1942 v 19.00 hodin zaujala ponorka výchozí pozici k útoku. Nishino za primární cíl určil velké nádrže společnosti Richfield hned za pláží. První granát v 19.15 dopadl poblíž jednoho skladiště. Ve chvíli útoku byla většina personálu už doma a ve službě bylo jen nezbytné minimum osazenstva. Po prvních detonacích si všichni mysleli, že k výbuchu došlo uvnitř objektu a ponorka byla spatřena až po druhé salvě. Jeden z pracovníku jménem G.Brown později uvedl, že útočníka napřed pokládal za lehký křižník nebo torpédoborec a teprve posléze si uvědomil, že střílí jen jedno dělo. Nishino mezitím určil jiný zásobník, který se mu zdál blíže. Než Brown a ostatní zalarmovali policii, vypálila I-17 několik granátů směrem k druhému cíli. Mezitím vlastník rafinérie Laurence Wheeler telefonoval na úřad šerifa v Santa Barbaře, kde mu bylo sděleno, že letadla jsou již na cestě, což nebyla pravda. Po 20 minutách nařídil Nishino zastavit palbu a nikým neobtěžován odplul na širé moře.

## Následky
Japonské ostřelování poškodilo přístavní molo, zničilo jednu z čerpacích stanic a jeden jeřáb typu Derrick. Zásobníky s naftou a leteckým benzínem však zůstaly nedotčeny stejně jako skladiště a další budovy. Během ostřelování nikdo nepřišel o život. Reverend Arthur Basham, který ponorku pozoroval z Montecita oznámil, že se útočník stočil na jih směrem k Los Angeles, což posléze vedlo k falešnému poplachu a pověstem o japonské invazi na západním pobřeží. Největší dopad měla tato akce na životy Američanů japonského původu. Z obav vytvoření "páté kolony", která by mohla podporovat akce japonské armády na území USA bylo rozhodnuto masově internovat všechny osoby japonského původu na americké půdě po dobu trvání války.